# Наум Гризо
Наум Гризо (на македонска литературна норма: Наум Гризо) е юрист и университетски преподавател от Република Македония.

## Биография
Роден е в 1939 година в Скопие, тогава в Кралство Югославия. Основно и средно образование завършва в родния си град. В 1965 година се дипломира в Юридическия факултет на Скопския университет. В 1971 година става асистент в същия факултет и в 1975 година пак там защитава докторат „Развой и форми на научната мисъл за организациите“. В 1985 година става редовен професор по административно право и публична администрация. Автор е на много научни трудове от областта на административното право, сравнителното право и военните науки. Превежда юридическа и политологична литература.
Умира на 26 март 2011 година.